# Liste japanischer Fußballmannschaften

Logo der J. League

Diese Liste führt die Namen der Fußballmannschaften der Divisionen der japanischen J. League (Jリーグ, Jei Rīgu), der Japan Football League (日本フットボールリーグ, Nihon futtobōru Līgu) sowie der neun Regionalligen auf.

## Ligen
Die hier aufgelistete Einteilung entspricht jener der Saison 2023.

### J1 League
1. Albirex Niigata
2. Avispa Fukuoka
3. Cerezo Osaka
4. Gamba Osaka
5. Hokkaido Consadole Sapporo
6. Kashima Antlers
7. Kashiwa Reysol
8. Kawasaki Frontale
9. Kyoto Sanga
10. Nagoya Grampus
11. Sagan Tosu
12. Sanfrecce Hiroshima
13. Shonan Bellmare
14. FC Tokyo
15. Urawa Red Diamonds
16. Vissel Kōbe
17. Yokohama FC
18. Yokohama F. Marinos

### J2 League
1. Blaublitz Akita
2. Fagiano Okayama
3. Fujieda MYFC
4. Iwaki FC
5. JEF United Ichihara Chiba
6. Júbilo Iwata
7. FC Machida Zelvia
8. Mito Hollyhock
9. Montedio Yamagata
10. Ōita Trinita
11. Ōmiya Ardija
12. Renofa Yamaguchi FC
13. Roasso Kumamoto
14. Shimizu S-Pulse
15. Thespakusatsu Gunma
16. Tochigi SC
17. Tokushima Vortis
18. Tokyo Verdy
19. V-Varen Nagasaki
20. Vegalta Sendai
21. Ventforet Kofu
22. Zweigen Kanazawa

### J3 League (J3)
1. azul claro Numazu
2. Ehime FC
3. Fukushima United FC
4. Gainare Tottori
5. FC Gifu
6. Giravanz Kitakyūshū
7. FC Imabari
8. Iwate Grulla Morioka
9. Kagoshima United FC
10. Kamatamare Sanuki
11. Kataller Toyama
12. Matsumoto Yamaga FC
13. AC Nagano Parceiro
14. Nara Club
15. FC Osaka
16. FC Ryūkyū
17. SC Sagamihara
18. Tegevajaro Miyazaki
19. Vanraure Hachinohe
20. YSCC Yokohama

### Japan Football League (JFL)
1. Briobecca Urayasu
2. Criacao Shinjuku
3. Honda FC
4. Honda Lock SC
5. FC Kagura Shimane
6. Kōchi United SC
7. FC Maruyasu Okazaki
8. MIO Biwako Shiga
9. Okinawa SV
10. ReinMeer Aomori FC
11. Sony Sendai FC
12. Suzuka Point Getters
13. FC Tiamo Hirakata
14. Tōkyō Musashino United FC
15. Veertien Mie
16. Verspah Ōita

### Regionalligen

#### Hokkaidō Soccer League
1. ASC Hokkaido (Tomakomai)
2. BTOP Thank Kuriyama (Kuriyama)
3. Hokkaido Tokachi Sky Earth (Obihiro)
4. Hokushukai Iwamizawa (Iwamizawa)
5. Nippon Steel Muroran SC (Muroran)
6. Norbritz Hokkaidō FC (Ebetsu)
7. Sapporo FC (Sapporo)
8. Sapporo University Goal Plunderers (Sapporo)

#### Tōhoku Soccer League
Division 1
1. Blancdieu Hirosaki FC (Hirosaki)
2. Cobaltore Onagawa (Onagawa)
3. Bogolle D. Tsugaru (Tsugaru) – bis 2021: Dogizaka FC
4. Fuji Club 2003 (Hanamaki)
5. FC Ganju Iwate (Morioka)
6. Morioka Zebra (Morioka)
7. Nippon Steel Kamaishi SC (Kamaishi)
8. Ōmiya Club (Morioka)
9. FC Primeiro (Kōriyama)
10. Saruta Industries SC (Akita)
11. FC.SENDAI.UNIV (Shibata)
12. Shichigahama SC (Shichigahama)

Division 2 Nord
1. Akita FC Cambiare (Akita)
2. Gonohe FC (Gonohe)
3. Hokuto Bank SC (Akita)
4. Lascivo Aomori (Aomori)
5. Mizusawa SC (Ōshū)
6. New Pearl Hiraizumi-Maezawa (Ichinoseki, Ōshū, Hiraizumi)
7. TDK Shinwakai (Nikaho)
8. Tōno Club (Tōno)

Division 2 Süd
1. Ardore Kuwabara (Kuwabara)
2. Iwaki Furukawa FC (Iwaki)
3. FC La Universidad de Sendai (Shibata)
4. Merry FC (Fukushima)
5. Mikawa SC (Mikawa)
6. Nagai Club (Präfektur Yamagata)
7. Oyama SC (Tsuruoka)
8. FC Parafrente Yonezawa (Yonezawa)
9. Ricoh Industries Tōhoku SC (Shibata)
10. Sendai Sasuke FC (Sendai)
11. Soma SC (Soma)

#### Kantō Soccer League
Division 1
1. Briobecca Urayasu (Urayasu)
2. Esperanza FC (Yokohama)
3. Nankatsu SC (Katsushika-ku, Tokio)
4. Ryūtsū Keizai Dragons Ryūgasaki (Ryūgasaki)
5. Tochigi City FC (Tochigi)
6. Toho Titanium SC (Chigasaki)
7. Tokyo 23 FC (Shinjuku-ku, Tokio)
8. Tokyo United FC (Bunkyō-ku, Tokio)
9. Tsukuba FC (Tsukuba)
10. Vonds Ichihara (Ichihara)

Division 2
1. Aries FC Tōkyō (Nerima-ku, Tokio)
2. Aventura Kawaguchi (Kawaguchi)
3. Hitachi Building System SC (Chiyoda-ku, Tokio)
4. Identy Mirai (Tsukubamirai)
5. Ryutsu Keizai University FC (Ryūgasaki)
6. Tōin University of Yokohama SC (Yokohama)
7. Tokyo International University FC (Sakado)
8. Tonan Maebashi (Maebashi)
9. Vertfee Yaita (Yaita)
10. Yokohama Takeru FC (Minami-ku, Yokohama)

#### Hokushin'etsu Football League
Division 1
1. '05 Kamo (Kamo) – Mannschaft der Niigata University of Management
2. Artista Asama (Tōmi)
3. Fukui United (Fukui)
4. Japan Soccer College FC (Seirō)
5. Libertas Chikuma (Chikuma)
6. Niigata University of Health & Welfare FC (Kamo)
7. Sakai Phoenix FC (Sakai)
8. Toyama Shinjō Club (Toyama)

Division 2
1. '09 Keidai (Kamo) – Mannschaft der Niigata University of Management
2. FC Antelope Shiojiri (Shiojiri)
3. CUPS Seirō (Seirō) – Reservemannschaft des Japan Soccer College FC
4. Granscena FC (Niigata)
5. FC Hokuriku  (Kanazawa) – Mannschaft der Universität Hokuriku
6. SR Komatsu (Komatsu)
7. FC Matsucelona (Matsumoto) – Mannschaft der Universität Matsumoto
8. N-Style FC (Toyama)

#### Tōkai Soccer League
Division 1
1. Chūkyō University FC (Toyota) – Mannschaft der Chūkyō University
2. Chūkyō univ.FC (Toyota) – Mannschaft der Chūkyō University
3. Fujieda City Hall SC (Fujieda)
4. FC Ise-shima (Shima)
5. FC Kariya (Kariya)
6. Tokai Gakuen University FC (Nagoya)
7. Tokoha University Hamamatsu FC (Hamamatsu)
8. Toyota SC (Toyota)
9. Yazaki Valente (Shimada)

Division 2
1. FC Bombonera (Seki)
2. FC Gifu Second (Gifu)
3. AS Kariya (Kariya)
4. Nagara Club (Gifu)
5. Nagoya SC (Nagoya)
6. FC Ogaki K' (Präfektur Gifu)
7. Rivielta Toyokawa (Toyokawa)
8. Wyvern Kariya (Kariya)
9. Yokkaichi University FC (Yokkaichi)

#### Kansai Soccer League
Division 1
1. FC Awaji-shima (Sumoto)
2. Arterivo Wakayama (Wakayama)
3. Cento Cuore Harima (Takasago)
4. Lagend Shiga FC (Moriyama)
5. AS.Laranja Kyōto (Sakyō-ku, Kyōto)
6. Moriyama Samurai 2000 (Moriyama)
7. Ococias Kyoto AC (Ukyo-ku, Kyōto)
8. Porvenir Asuka (Kashihara)

Division 2
1. Dios 1995 (Nishinomiya)
2. FC EASY02 (Akashi)
3. Eveil FC (Kōbe)
4. Hannan University Club (Matsubara)
5. Kansai University Club 2010 (Suita)
6. Kansai University FC 2008 (Suita)
7. Kōbe FC 1970 (Kōbe)
8. Kyōto Shikō Club (Kita-ku, Kyōto)
9. St. Andrew’s FC (Izumi) – Mannschaft der Moriyama Gakuin University
10. Takasago Mineiro FC (Takasago)

#### Chūgoku Soccer League
1. FC Baleine Shimonoseki (Shimonoseki)
2. Belugarosso Hamada (Hamada)
3. Fujifilm Business Innovation Japan Hiroshima SC (Hiroshima)
4. Fukuyama City FC (Fukuyama)
5. International Pacific University FC (Okayama)
6. SC Matsue (Matsue)
7. Mitsubishi Motors Mizushima FC (Kurashiki)
8. NTN Okayama SC (Bizen)
9. SRC Hiroshima (Hiroshima)
10. Yonago Genki SC (Yonago)

#### Shikoku Soccer League
1. Kōchi University FC Nankoku (Nankoku)
2. Llamas Kochi FC (Kōchi)
3. Lvenirosso Niihama Club (Niihama)
4. Nakamura Club (Shimanto)
5. R.VELHO Takamatsu (Takamatsu)
6. Tadotsu FC (Tadotsu)
7. FC Tokushima (Yoshinogawa)
8. FC Yanagimachi (Kōchi)

#### Kyūshū Soccer League
1. J-Lease FC (Ōita)
2. Kaiho Bank SC (Naha)
3. Kawasoe Club (Kawasoe)
4. Kumamoto Teachers FC (Kumamoto)
5. Kyushu Mitsubishi Group Holdings FC (Fukuoka)
6. FC Nakatsu (Nakatsu)
7. NIFS Kanoya FC (Kanoya)
8. Nippon Steel Ōita SC (Ōita)
9. FC Nobeoka Agata (Nobeoka)
10. Okinawa SV (Uruma)
11. Saga LIXIL FC (Kashima)
12. Veroskronos Tsuno (Tsuno)